# Підводні човни типу «Тенч»
| ПЧ типу «Тенч»             | ПЧ типу «Тенч» | ПЧ типу «Тенч» |
| -------------------------- | --- | --- |
| Tench-class submarine      | | |
|                            | | |
| Човен «Тенч»               | | |
| Під прапором               | * Військово-морські сили США - ВМС Китайської республіки - Військово-морські сили Туреччини - Військово-морські сили Греції - Військово-морські сили Перу - Військово-морські сили Пакистану - Військово-морські сили Канади - Військово-морські сили Італії - Військово-морські сили Бразилії - Військово-морські сили Венесуели | * Військово-морські сили США - ВМС Китайської республіки - Військово-морські сили Туреччини - Військово-морські сили Греції - Військово-морські сили Перу - Військово-морські сили Пакистану - Військово-морські сили Канади - Військово-морські сили Італії - Військово-морські сили Бразилії - Військово-морські сили Венесуели |
| Спуск на воду              | 1944—1951 рр (29 човнів) | 1944—1951 рр (29 човнів) |
| Виведений зі складу флоту  | 1944—1975 рр | 1944—1975 рр |
| Сучасний статус            | 25 утилізовані (3 передані іншим країнам), 1 активний, 3 пам"ятники | 25 утилізовані (3 передані іншим країнам), 1 активний, 3 пам"ятники |
| Проєкт                     | | |
| Розробник проєкту          | Electric Boat, Portsmouth Naval Shipyard, Boston Navy Yard. | Electric Boat, Portsmouth Naval Shipyard, Boston Navy Yard. |
| Основні характеристики     | | |
| Швидкість (надводна)       | 20,25 вузлів (38 км/год) | 20,25 вузлів (38 км/год) |
| Швидкість (підводна)       | 8,75 вузлів (16 км/год) | 8,75 вузлів (16 км/год) |
| Гранична глибина занурення | 120 м | 120 м |
| Автономність плавання      | 75 днів (20 000 км ходу) | 75 днів (20 000 км ходу) |
| Екіпаж                     | 81 осіб | 81 осіб |
| Розміри                    | | |
| Довжина найбільша (по КВЛ) | 95,0 м | 95,0 м |
| Ширина корпусу найб.       | 8,3 м | 8,3 м |
| Середня осадка (по КВЛ)    | 5,2 м | 5,2 м |
| Озброєння                  | | |
| Артилерія                  | 1 х (5") 127-мм / 25 калібрів | 1 х (5") 127-мм / 25 калібрів |
| Торпедно- мінне озброєння  | 6 носових і 4 кормових ТА калібру 21 дюймів — 533 мм, 28 торпед | 6 носових і 4 кормових ТА калібру 21 дюймів — 533 мм, 28 торпед |
| ППО                        | 1 х Bofors 40 mm 1 х Oerlikon 20 mm 2 х 0,3" і 0,5" (7,62-мм і 12,7-мм) | 1 х Bofors 40 mm 1 х Oerlikon 20 mm 2 х 0,3" і 0,5" (7,62-мм і 12,7-мм) |
| Зображення на Вікісховищі  | | |

Підводні човни типу «Тенч» — 29 підводних човнів ВМС США, котрі були продовженням вдосконалення човнів типу «Балао». І вони були попередниками човнів типу «Баракуда». Несли службу у 1944—1975 рр. Брали участь у Другій світовій війні.

## Історія
Початкові плани передбачали побудувати 146 човнів цього типу, але будівництво 117 човнів було скасовано в 1944—1945 роках, коли стало очевидно, що вони не були вже необхідними аби перемогти Японію. Решта 31 були введені в експлуатацію в період з жовтня 1944 року і до лютого 1951 року.
Човен USS Cutlass (SS-478) був переданий Тайваню, де був перейменований у Хай Ши в 1973 році.
Два човна типу були передані Італії, де були перейменовані в «Gianfranco Gazzana-Priaroggia».
USS Argonaut (SS-475) був проданий Канаді в 1968 році, і перейменований в HMCS Rainbow (SS-75), і виведений з експлуатації в 1974 році.
Деякі з класу були оновлені в першу чергу за рахунок збільшення ємності батарей та оптимізації внутрішньої частини підводного човна.

## Конструкція
Проєкт рухової системи був таким же, як останніх човнів типу «Балао» — чотири головних дизельних двигуни і два низькооборотні електродвигуни на двох валах, без редукторів. Дві секції по 126 — акумуляторів «Sargo» (свинцево-кислотних батарей).

## Музеї
- USS Requin (SS-481) — Carnegie Science Center, Пітсбург.
- USS Torsk (SS-423) — пришвартований біля пірсу № 3 Inner Harbor, (біля National Aquarium в Балтіморі), штат Меріленд.
- USS Thornback (SS-418) — в експозиції Rahmi M. Koç Museum, Золотий Ріг, Стамбул.